# Umbría (Italia)

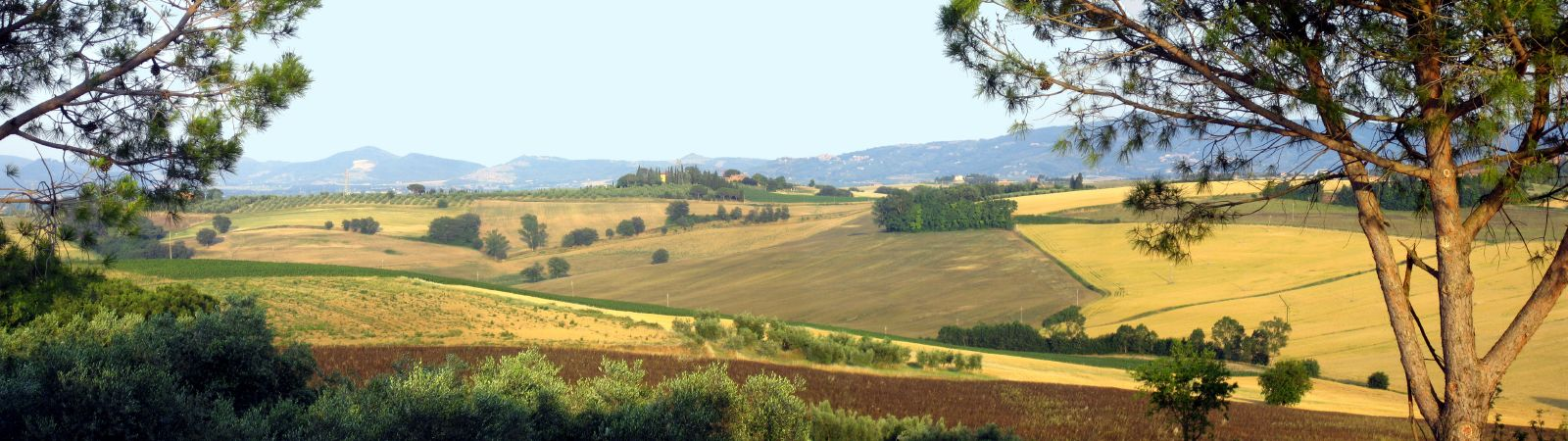
Un paisaje típico de la Umbría.

Umbría (en italiano: Umbria, pronunciado como «Úmbria») es una de las veinte regiones que conforman la República Italiana. Su capital y ciudad más poblada es Perugia. Está ubicada en Italia central, limitando al norte con Toscana, al este con Marcas, y al sur y oeste con Lacio. Además, está presente un enclave en Marcas, perteneciente al municipio de Città di Castello. Con 889 001 hab. en 2019 es la cuarta región menos poblada del país, por delante de Basilicata, Molise y Valle de Aosta, y con 8464 km², la quinta menos extensa, por delante de Friul-Venecia Julia, Liguria, Molise y Valle de Aosta (la menos extensa).
Se compone de las provincias de Perugia y Terni, y es la única región que no se encuentra situada en los confines, terrestres o marítimos, de la nación.

## Geografía física

Altimetría de la Umbría.

En la literatura, a veces se llama a Umbría il cuor verde d'Italia ("el corazón verde de Italia"). La frase está tomada de un poema de Giosuè Carducci en las Odas bárbaras (1877), aunque su tema no es Umbría, sino un lugar concreto de ella, la fuente del río Clitunno.
El territorio está dominado por las colinas (en un 63%) y las montañas (31%) y presenta una exigua porción de territorio llano (6%). La región ofrece una gran variedad de caracteres morfológicos y paisajísticos a través de la sucesión de valles, cadenas montañosas, altiplanicies y llanuras, que constituyen la característica geográfica dominante. Su topografía está dominada por los Apeninos, que tienen su punto más alto en la región en el monte Vettore en la frontera con las Marcas, con 2.476 m s. n. m. La máxima altitud se alcanza en la parte oriental de la región, en los montes Sibilinos (Monti Sibillini, 2.478 m s. n. m.). En esta zona de los montes Sibilinos hay un parque nacional.
El río más destacado es el Tíber, que recorre la Umbría en dirección norte-sur y forma la frontera aproximadamente con el Lacio, aunque su fuente se encuentra justo sobre la frontera toscana. En el valle de este río se encuentra el punto más bajo de Umbría, en Attigliano (96 m s. n. m.). Los tres principales afluentes del Tíber fluyen hacia el sur atravesando Umbría. La cuenca del Chiascio está relativamente deshabitada hasta Bastia Umbra. Alrededor de 10 km más allá se une con el Tíber en Torgiano. El Topino, abren los Apeninos por pasos que siguieron la vía Flaminia y las carreteras que la sucedieron, y hace un giro brusco en Foligno para fluir en dirección noroeste durante unos pocos kilómetros antes de unirse al Chiascio por debajo de Bettona. El tercer río es el Nera, que confluye al Tíber más al sur, en Terni; su valle recibe el nombre de Valnerina. El Nera superior corta barrancos en las montañas; el inferior en la cuenca de Chiascio-Topino está en una llanura aluvial bastante grande.
En la antigüedad, la llanura fueron un par de lagos interconectados de poca profundidad, el Lacus Clitorius y el Lacus Umber. Fueron desecados por los romanos a lo largo de varios centros de años, pero un terremoto en el siglo IV a. C. y la caída política del Imperio romano tuvieron como resultado que se volvió a inundar la cuenca. Fue drenada por segunda vez a lo largo de quinientos años: los monjes benedictinos comenzaron el proceso en el siglo XIII y lo acabó un ingeniero de Foligno en el siglo XVIII. Actualmente, el lago más destacado de Umbría es el lago Trasimeno, con una superficie de 128 km² el más extenso de la Italia peninsular, cuarto en tamaño entre los lagos italianos tras el lago de Como. Tal extensión se da con una escasa profundidad (media 4,3 m, máxima 6 m) de manera que el Trasimeno entra dentro de los lagos de tipo laminar.

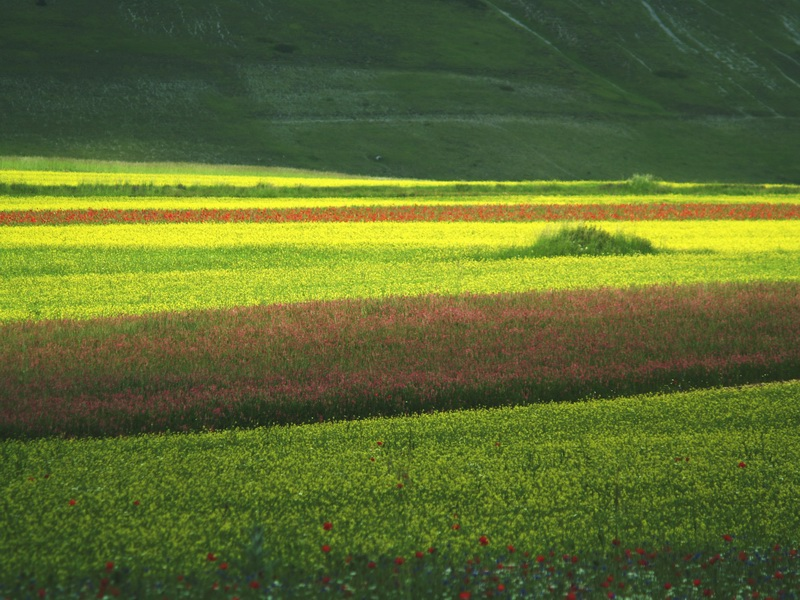
Llanura de Castelluccio.

Tiene un clima continental, de manera que las temperaturas varían bastante, considerando sobre todo las diferencias de altitud. En la llanura y las colinas es de tipo sublitoral o templado mediterráneo de altitud, con sequías estivales, mientras que en las zonas de montaña es de tipo templado subcontinental y, sobre las cimas más elevadas, templado fresco, con precipitaciones a menudo notables sobre todo en primavera y en otoño. Las temperaturas medias anuales de los centros más importantes son se encuentran generalmente comprendidas entre los 11,2 °C de Nursia y los 15 °C de Terni pasando por los 12,9 °C de Espoleto, y 13,1 °C de Peruga y los 14,2 °C de Foligno. La altitud tiene un papel importante: Nursia, a 604 m s. n. m. tiene una temperatura media del mes más frío (enero) de cerca de 1,1 °C mientras que Perugia (493 m s. n. m.) y Espoleto (396 m s. n. m.) presentan valores de casi 3 °C más (Perugia 4,0 °C). Terni es seguramente la ciudad umbra que tiene el clima invernal más suave (6,3 °C en enero). Las temperaturas medias del mes más cálido (julio) varían entre los 21° de Nursia y los 25° de Terni (Perugia: 23 °C), pero con picos que superan los 40° en el Valle Umbra. Las precipitaciones se encuentran en general entre los 700 y los 1.100 mm (Perugia: 893 mm), pero se reparten en un número de días muy limitado: entre 80 y 100.
Los parques naturales regionales en Umbría son seis, de los cuales cinco están en la provincia de Perugia y uno en la de Terni. En este caso se encuentran:
- Parque del Lago Trasimeno
- Parque del Monte Cucco
- Parque del Monte Subasio
- Parque de Colfiorito
- Parque fluvial del Nera
- Parque fluvial del Tíber

A estos ha de añadirse el parque nacional de los Montes Sibilinos que comparte con la región de las Marcas, donde tiene su sede el parque.

## Historia

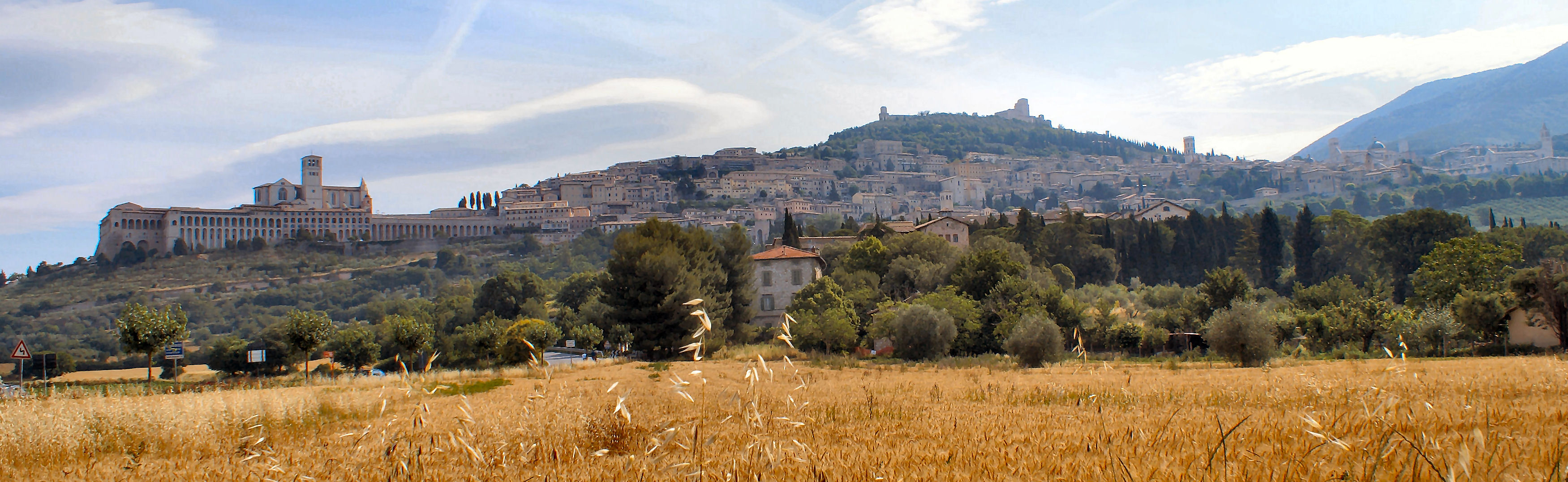
Vista de Asís.

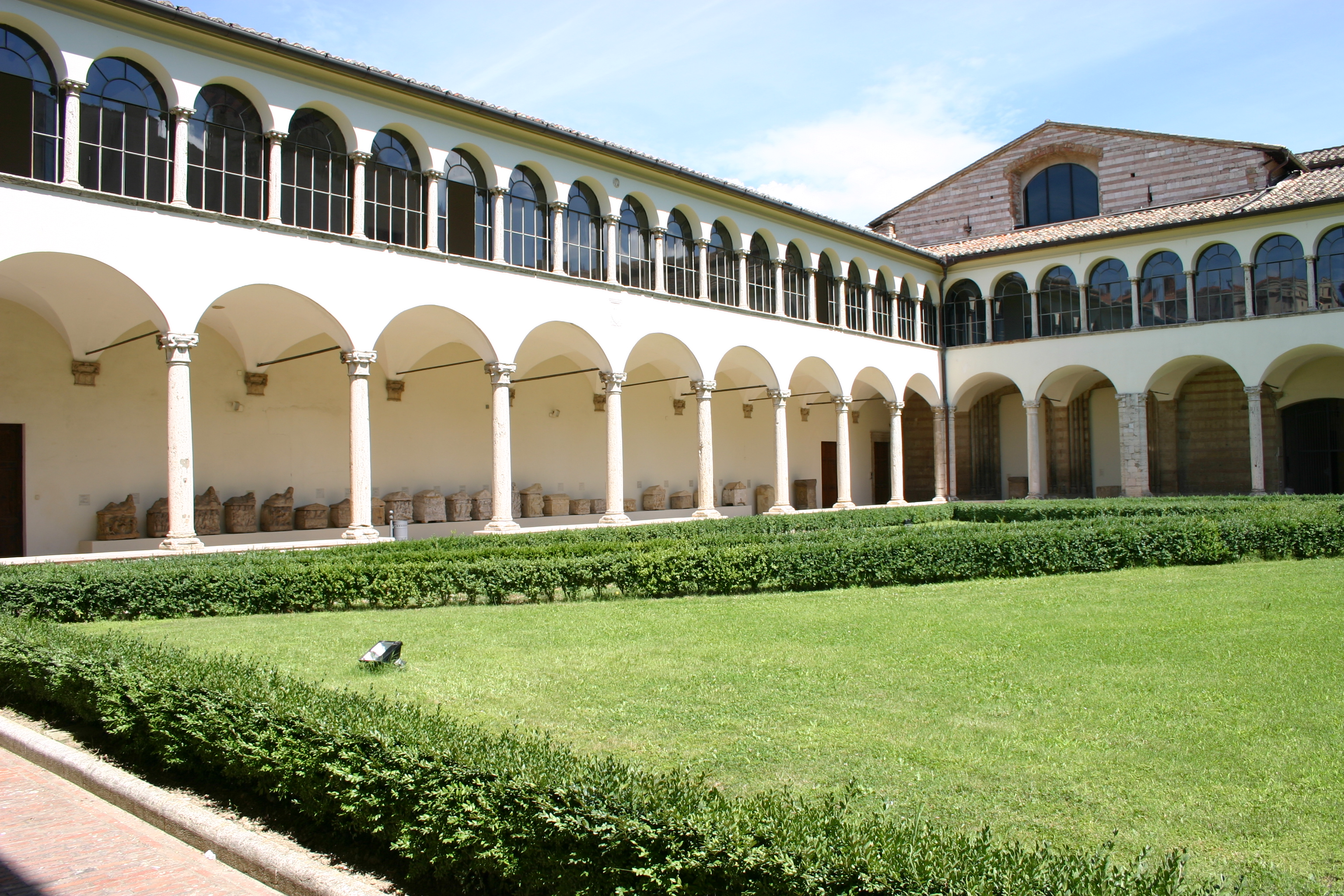
Museo Archeologico Nazionale dell'Umbria, San Domenido de Perugia.

En el Museo archeologico nazionale dell'Umbria que está en Perugia, y el Museo Archeologico Faina de Orvieto se encuentran numerosos objetos que provienen de la época prehistórica, que prueban que Umbría estuvo habitada ya desde el Paleolítico. En particular, la estatuilla conocida como "Venus del Trasimeno", recuperada en los alrededores del lago Trasimeno y que se remonta al Paleolítico superior. En Poggio Aquilone de San Venanzo (TR) se halló una tumba perteneciente al Neolítico superior. Las "Tane del Diavolo" de Parrano (TR), complejo kárstico en las pendientes del Monte Peglia, constituyen uno de los más interesantes yacimientos arqueológicos de la prehistoria umbra. Habitada desde el Paleolítico superior, los repertorios arqueológicos recuperados en su interior a partir de las primeras excavaciones del Calzoni (en torno a los años treinta), testimonian la presencia de una notable industria lítica. En el período de transición de la Edad del Bronce a la del Hierro se remonta el pequeño sepulcro de Monteleone di Spoleto, famoso sobre todo por haber sacado a la luz un espléndido carro de bronce laminado en oro, y que hoy se conserva en el Museo Metropolitano de Arte de Nueva York.

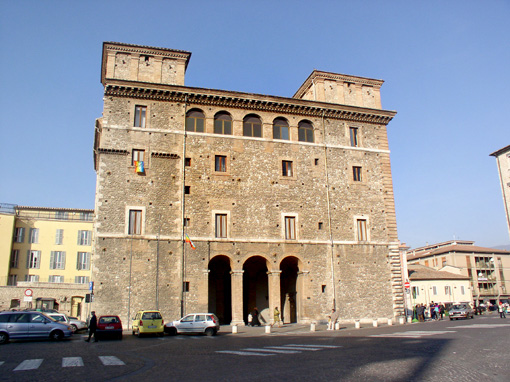
Palacio Spada en Terni.

La región recibe su nombre por la tribu de los umbros, pueblo de agricultores, que se asentó en la región en los tiempos protohistóricos (siglo VI a. C.): 672 a. C. es la fecha legendaria de la fundación de la ciudad de Terni (Interamna). Su lengua era el umbro, un pariente del latín y del osco. La evidencia arqueológica muestra que los umbros pueden ser identificados con los creadores de la Terramara, y probablemente también con la cultura de Villanova en el norte y centro de Italia, quienes al comienzo de la Edad de Bronce desplazaron a los originales habitantes ligures por una invasión desde el noreste. Puede, provisionalmente, inferirse que los umbros estaban estrechamente emparentados con el pueblo de la Grecia prehistórica.

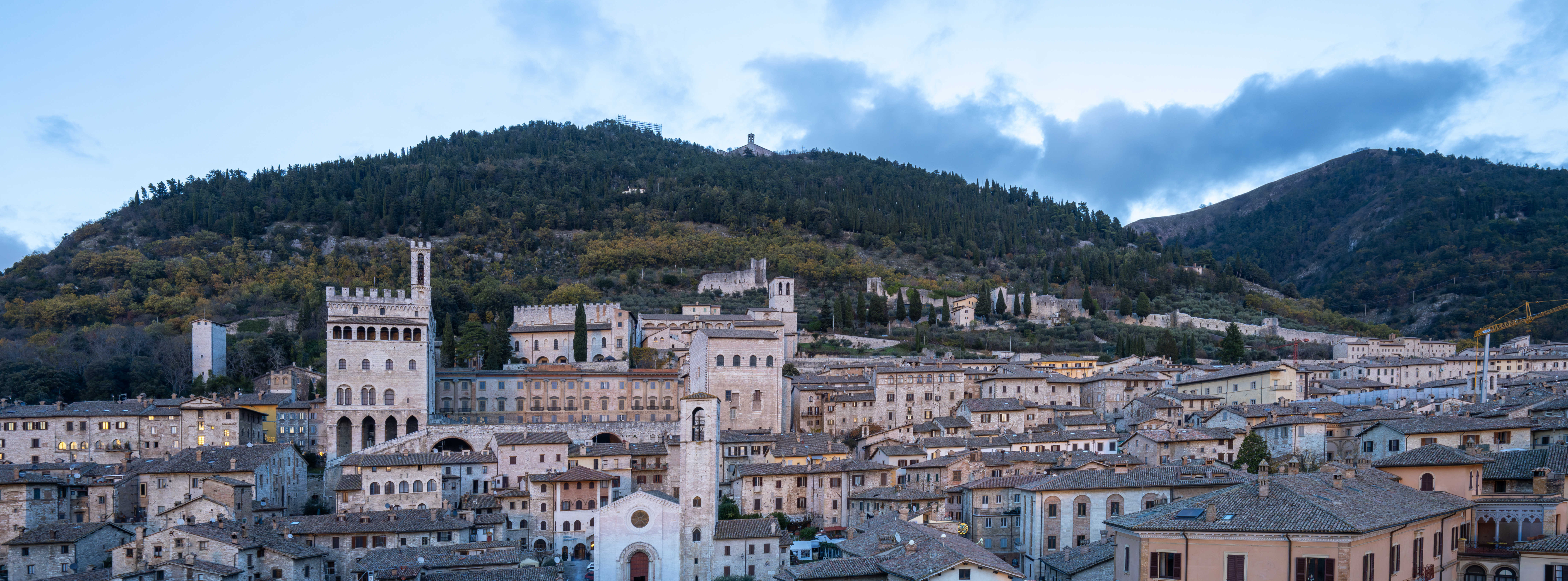
Palacio de los Cónsules, en Gubbio.

Plinio el Viejo afirma que eran la raza más antigua de Italia lo que, ciertamente, está equivocado. Los etruscos invadieron el centro de la península desde el litoral occidental hacia el norte y el este, en un movimiento que llevó doscientos años, entre el 700 y el 500 a. C., arrinconando a los umbros en las tierras altas apenínicas y capturando trescientas ciudades umbras. A pesar de ello, la población umbra parece que no fue erradicada en los distritos conquistados.
Tras la caída de los etruscos, los umbros intentaron ayudar a los samnitas en su lucha contra los romanos (308 a. C.); pero las comunicaciones con el Samnio se vieron impedidas por la fortaleza romana de Narni (fundada en 298 a. C.). En la gran batalla de Sentino (295 a. C.), que se combatió en su propio territorio, los umbros no ayudaron sustancialmente a los samnitas. A partir del siglo III a. C., los umbros fueron romanizados. La victoria romana en Sentino comenzó un período de integración bajo gobernantes romanos, quienes establecieron algunas colonias, como Espoleto (Spoletium) y construyeron la vía Flaminia (220 a. C.), que se convirtió en un vector principal para el desarrollo romano en Umbría. Durante la invasión de Aníbal en la segunda guerra púnica, tuvo lugar la batalla del lago Trasimeno en Umbría, pero los umbros no lo ayudaron.

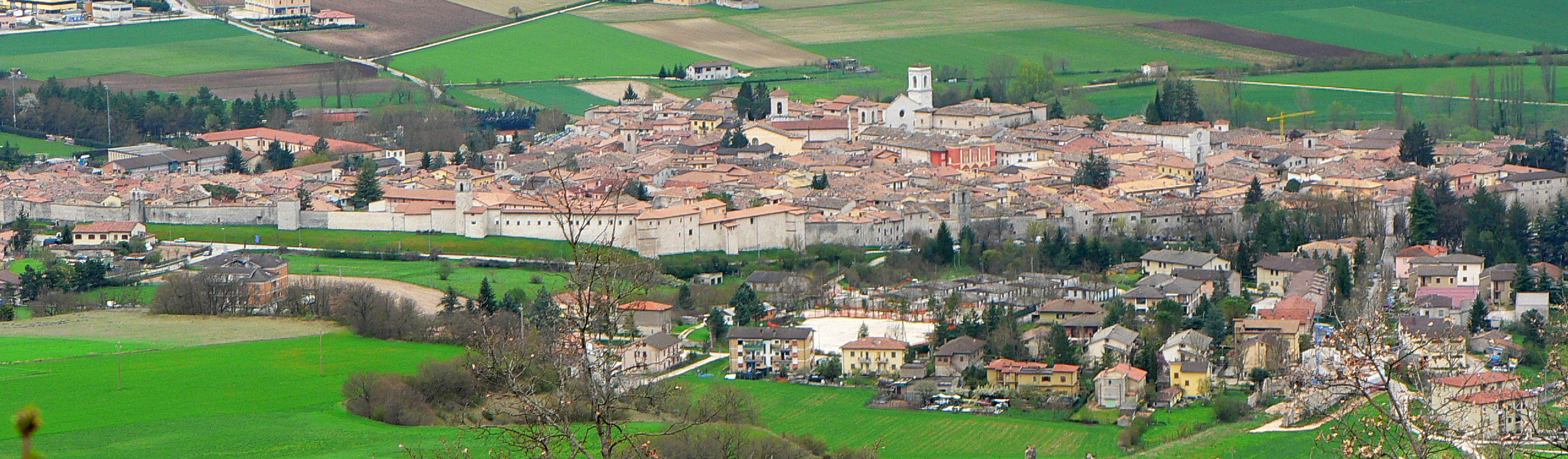
Vista de Nursia.

Tras la guerra Social (91 a. C. - 89 a. C.), los umbros, al igual que todos los demás itálicos, lograron obtener la plena ciudadanía romana a través de la Lex Plautia Papiria, volviéndose definitivamente parte de la Regio VI Umbria, dentro de la Italia romana.
Durante la guerra civil romana entre Marco Antonio y Octaviano (40 a. C.), la ciudad de Perugia apoyó a Antonio y fue casi completamente destruida por el segundo. La abundancia de inscripciones datables a esta época testimonian la alta proporción de reclutas para el ejército romano procedentes de la región. Famosos son los restos romanos de Carsulae, en los alrededores de Terni.
La región Umbría parece haber sido el lugar de origen de la familia paterna de uno de los más importantes emperadores romanos, nacido en la península ibérica, el emperador Trajano.

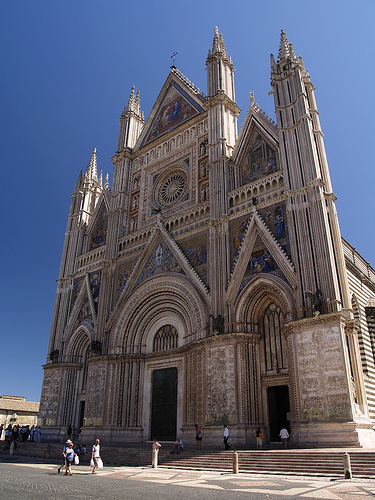
La Catedral de Orvieto.

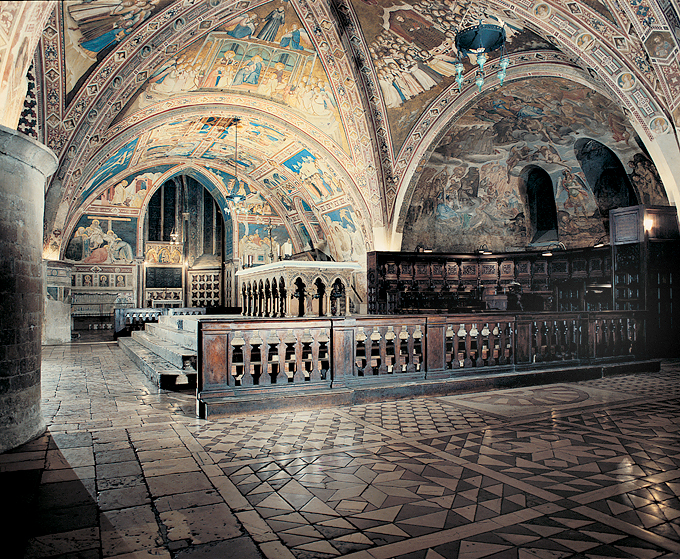
Altar en la Iglesia baja de Asís.

Lo que actualmente es la región de la Umbría no coincide exactamente con la Umbría de la época romana, que se extendía también a lo que actualmente es el norte de las Marcas, pero excluía la orilla occidental del Tíber. De esa forma, Perugia estaba en Etruria, y el área de Nursia se encontraba en territorio sabino.
Tras la caída del Imperio romano de Occidente, los ostrogodos y los bizantinos lucharon por la supremacía en la región. A partir del siglo VI, casi toda la Umbría quedó bajo el poder del ducado de Espoleto creado por los lombardos en la parte oriental, que fue independiente entre el año 571 y mediados del siglo XIII. Los bizantinos conservaron el llamado corredor bizantino, una franja de territorio extendida a lo largo del curso del Tíber que se dirigía hacia el Exarcado de Rávena.
Iglesia de San Francisco en Terni (XIII siglo)
La Umbría mística nace con quien será el fundador del monacato, san Benito de Nursia (480-547). Los monasterios que él creó marcaron la historia y la cultura de la religiosidad. En la Umbría los monasterios más importantes son la San Pietro, en Perugia, Sassovivo, en los alrededores de Foligno, Santa Maria di Valdiponte, en Montelabbate próximo a Perugia, San Benedetto del monte Subasio, en los alrededores de Asís, San Salvatore di Monte Corona y la abadía de Petroia, en los alrededores de Città di Castello.
Cuando Carlomagno conquistó la mayor parte de los reinos lombardos, se entregaron algunos territorios umbros al papa quien estableció el poder temporal sobre ellos. Algunas ciudades adquirieron una especie de autonomía (las comuni); a menudo estaban guerreando entre ellas en el contexto del conflicto, más amplio, entre el Papado y el Sacro Imperio Romano Germánico o entre los güelfos y los gibelinos.
En el siglo XIII en Asís, nacieron dos figuras importantes para el catolicismo: san Francisco (1182-1226) y santa Clara. Los espléndidos frescos de Giotto, Cimabue, Lorenzetti y Simone Martini, presentes en la Basilica di San Francesco de Asís, hacen comprender bien la potencia de la religiosidad medieval y el fervor místico de la época. En Todi, en la cripta de la iglesia de San Fortunato, se encuentra la tumba de Jacopone da Todi (h. 1228-1306), poeta y místico seguidor de san Francisco.
En el siglo XIV, nacieron diversas señorías (signorie) locales, pero se vieron absorbidas por los Estados Pontificios, que gobernaron la región hasta finales del siglo XVIII. En el año 1441 el papa Eugenio IV cedió Sansepolcro a la República florentina, y la ciudad pasó así de Umbría a la Toscana.
Tras la Revolución Francesa y la conquista francesa de Italia por Napoleón, Umbría formó parte de la efímera República Romana (1798-1799) y del Imperio Napoleónico (1809-1814). Tras la derrota de Napoleón, el papa recuperó Umbría hasta el año 1860. Después del Risorgimento y la expansión piamontesa, la Umbría fue incorporada al Reino de Italia. Las fronteras de Umbría se fijaron en 1927, con la creación de la provincia de Terni y la separación de la provincia de Rieti, que se incorporó al Lacio.

## Geografía humana

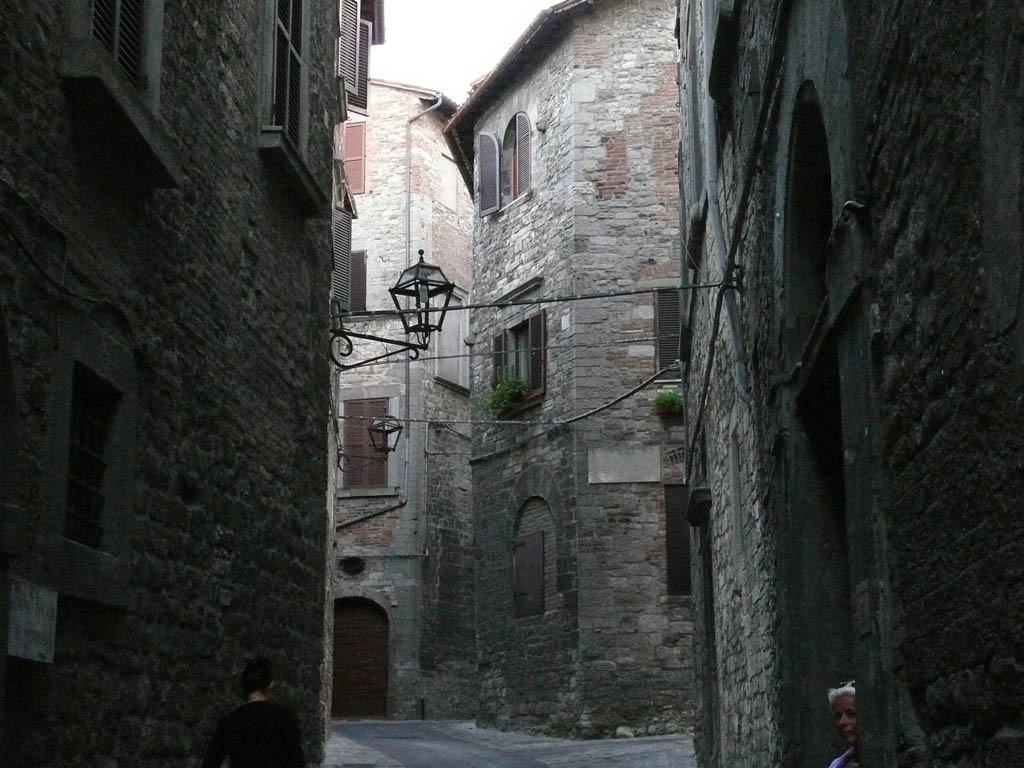
Vista de una calle de la antigua ciudad de Todi.

### Demografía
Tiene una población de 884 640 habitantes (2018) con una de las densidades más bajas de Italia: 104,51 hab./km². El Instituto Nacional de Estadística italiano (ISTAT) estimó, en el año 2009, que los ciudadanos extranjeros residentes en la región eran 85 947, lo que equivale al 9,5 % de la población total de la región. Las ciudades principales son Perugia (167 788 hab.), la capital, Terni (112 960 hab.) y Foligno (57 983 hab.). Aunque actualmente no tienen una población importante, sí han destacado históricamente Orvieto (Provincia de Terni) y, en la provincia de Perugia, Asís (en italiano, Assisi), Espoleto (it. Spoleto), Gubbio, Montefalco, Nursia (it. Norcia) y Todi.

### Divisiones administrativas
| Provincia            | Superficie (km²) | Habitantes | Densidad (hab./km²) |
| -------------------- | ---------------- | ---------- | ------------------- |
| Provincia de Perugia | 6.334            | 660.040    | 104,2               |
| Provincia de Terni   | 2.122            | 232.311    | 109,5               |

Los municipios con más de 20 000 habitantes son:
| Escudo | Ciudad                 | Población (hab.) | Superficie (km²) |
| ------ | ---------------------- | ---------------- | ---------------- |
|        | Perugia (PG)           | 167 788          | 449 km²          |
|        | Terni (TR)             | 112 960          | 211,90 km²       |
|        | Foligno (PG)           | 57 983           | 263,7 km²        |
|        | Città di Castello (PG) | 40 485           | 387 km²          |
|        | Espoleto (PG)          | 39 477           | 349 km²          |
|        | Gubbio (PG)            | 32 997           | 525 km²          |
|        | Asís (PG)              | 27 976           | 186 km²          |
|        | Bastia Umbra (PG)      | 21 718           | 27,6 km²         |
|        | Orvieto (TR)           | 21 064           | 281 km²          |
|        | Corciano (PG)          | 20 585           | 64 km²           |
|        | Narni (TR)             | 20 431           | 197 km²          |

El municipio menos habitado es Poggiodomo:
| Escudo | Ciudad          | Población (hab.) | Superficie (km²) |
| ------ | --------------- | ---------------- | ---------------- |
|        | Poggiodomo (PG) | 146              | 40 km²           |

### Política
La Umbría fue una plaza fuerte, en el pasado, del Partido Comunista Italiano formando, junto con la Toscana, Emilia-Romaña y las Marcas, el famoso "Cuadrilátero Rojo" de centro-izquierda de la política italiana. En efecto, En las elecciones de abril de 2008, Umbría dio más del 47 % de sus votos a Walter Veltroni.
Sin embargo, en las elecciones regionales de octubre de 2019 es la candidatura de la coalición de centro-derecha liderada por Donatella Tesei (La Liga) la que, con el 57,55 % de los votos se alza con la victoria, frente al resultado del 37,49 % obtenido por los partidos de centro-izquierda.

## Economía
Hoy la economía de la región se basa en la fuerza de cuatro actividades específicas: la industria, la artesanía, la agricultura y el turismo. La actual estructura económica ha surgido a partir de una serie de transformaciones que tuvieron lugar principalmente en los años setenta y ochenta. Durante este período se produjo una rápida expansión entre las firmas pequeñas y medianas y una gradual reducción entre las grandes firmas que hasta entonces habían caracterizado la base industrial de la región. Este proceso de ajuste estructural aún se está produciendo.
La agricultura umbra destaca por su tabaco, su aceite de oliva y sus viñedos, que producen excelentes vinos. Aquí se recoge el 45% de la trufa negra de Italia. La industria alimentaria en Umbría produce carne procesada de cerdo, productos de confitería, pasta y los productos tradicionales de Valnerina en forma de conserva (trufas, lentejas, queso). Las otras industrias principales son los textiles, la ropa, ropa deportiva, hierro y acero, productos químicos y cerámica ornamental.
A continuación la tabla que expresa el PIB y el PIB per cápita producido en la Umbría desde el año 2000 hasta 2006:
|                                                | 2000     | 2001     | 2002     | 2003     | 2004     | 2005     | 2006     |
| ---------------------------------------------- | -------- | -------- | -------- | -------- | -------- | -------- | -------- |
| Producto interior bruto (En millones de euros) | 16 537,0 | 17 520,0 | 17 824,3 | 18 316,9 | 19 257,9 | 19 765,7 | 20 631,1 |
| PIB a precio de mercado por habitante (Euros)  | 20 105,8 | 21 231,2 | 21 469,9 | 21 777,3 | 22 563,4 | 22 892,9 | 23 703,0 |

A continuación la tabla que muestra el PIB, producido en la Umbría a los precios corrientes de mercado en el año 2006, expresado en millones de euros, subdividido en las principales actividades económicas:
| Actividad económica                                                                     | PIB        | % sector en el PIN regional | % sector en el PIB italiano |
| Agricultura, silvicultura, pesca                                                        | 403,0 €    | 1,95 %                      | 1,84 %                      |
| Industria en sentido estricto                                                           | 3671,8 €   | 17,80 %                     | 18,30 %                     |
| Construcción                                                                            | 1404,8 €   | 6,81 %                      | 5,41 %                      |
| Comercio, reparaciones, hostelería y restauración, transportes y comunicaciones         | 4094,4 €   | 19,85 %                     | 20,54 %                     |
| Intermediarios financieros; actividad inmobiliaria y emprendedora                       | 4545,1 €   | 22,03 %                     | 24,17 %                     |
| Otra actividad de servicios                                                             | 4202,4 €   | 20,37 %                     | 18,97 %                     |
| Iva, impuestos indirectos netos sobre los productos e impuestos sobre las importaciones | 2309,7 €   | 11,2 %                      | 10,76 %                     |
| PIB Umbría a los precios de mercado                                                     | 20 631,1 € |                             |                             |

Si se comparan los datos regionales con los nacionales, expresados en términos porcentuales, se evidencia una mayor incidencia en la economía regional, respecto a la media nacional, del sector de la construcción y de los otros servicios, entre los cuales se comprenden los servicios de la Administración Pública, de la Sanidad y la Enseñanza.
La Umbría, considerando el PIB per cápita, resulta por otro lado la región menos desarrollada de la Italia central, con diferencias sustancialmente negativas frente a todas las regiones que la rodean. Aún cabe esperar en el futuro el reciente crecimiento que, señalándose en un 2,3 % del PIB para el año 2007, resulta la más alta de Italia, superior a la de Italia nororiental, tradicional motor económico de la península.

## Cultura

### Arte
Iglesias románicas, catedrales góticas, basílicas y antiguos palacios testimonian aún hoy la gran producción artística que, desde el siglo XVIII hasta el siglo XVI, dieron a Umbría obras maestras inmortales. Sobre la onda del gran fervor religioso, impreso sobre todo por las órdenes mendicantes, los artistas de todas las partes de Italia fueron a la región a trabajar, haciendo escuela con sus obras extraordinarias. En arquitectura, destaca el románico que puede verse en el catedral de Orvieto, San Lorenzo di Arari también en Orvieto, la catedral de Espoleto, la de Todi y San Michele de Bevagna. Pero una disciplina, de manera particular, marcó el triunfo artístico de Umbría: la pintura. Destaca la Basílica de San Francisco en Asís, con frescos de Cimabue, Simone Martini, Pietro Lorenzetti y, sobre todo, Giotto.

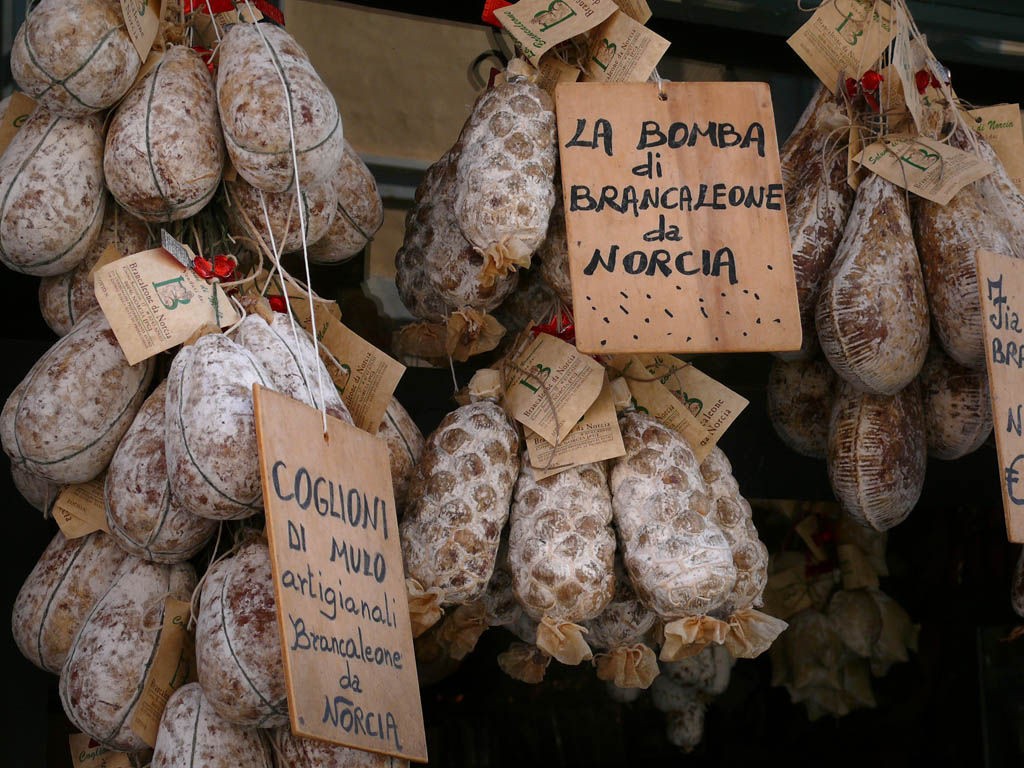
Famosos embutidos de Nursia.

### Gastronomía
En cuanto a la gastronomía de la zona, sus ríos son ricos en truchas, y también se encuentran trufas en la Valnerina, una zona que produce el 45% de este producto en Italia. Se produce aceite de oliva. Son famosas las lentejas de Castelluccio, los embutidos de Nursia.
En cuanto a la producción vinícola, destacan los viñedos de Torgiano, Orvieto y Montefalco (Rosso di Montefalco). Los varietales regionales incluyen el vino blanco de Orvieto, que atrae a agroturistas a los viñedos en la zona que rodea la ciudad medieval del mismo nombre. Un vino blanco muy popular que procede de Umbría es el Orvieto Classico.

### Símbolos
La Región tiene un gonfalón propio, una bandera y un escudo, representando en síntesis gráfica los tres Cirios de Gubbio.
Art.3, c.3 del Estatuto Regional

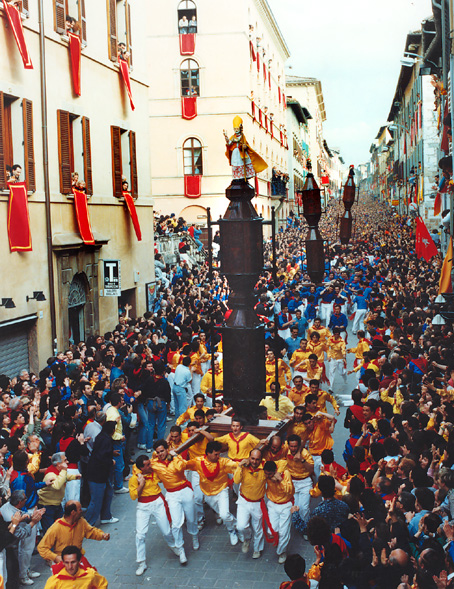
La célebre corsa dei ceri en Gubbio.

Constituido con ley regional del 30 de octubre de 1973, el escudo de la Región de la Umbría se refiere a la manifestación de la Fiesta de los Cirios (Festa dei Ceri), una de las más antiguas de la región. El símbolo pretende representar a toda la región en cuando comprende en sí varios valores característicos de su historia y cultura, como los religiosos y civiles, precristianos y cristianos, lo antiguo y lo moderno, el campo y la ciudad. En el escudo los tres cirios están en color rojo, delimitados por franjas blancas, en campo de argento de forma rectangular.

### Folclore
Numerosas son las manifestaciones que se desarrollan, sobre todo en el verano, en muchos lugares de la Umbría, concentrando a visitantes de otros lugares. La más célebre manifestación folclórica es seguramente La corsa dei Ceri, que tiene lugar todos los años en Gubbio (PG) y la Quintana, en origen de Foligno, que evoca los trajes y costumbres del siglo XVII. Se añaden otros eventos como el Mercato delle Gaite en Bevagna. Un acontecimiento cultural conocido es también el Festival dei Due Mondi, artístico, que se celebra en Espoleto en los meses de junio y julio.

### Deporte
Dos equipos de fútbol de Umbría han jugado en la Serie A de Italia: Perugia, subcampeón en 1978/79, y el Ternana, que descendió a la Serie B en sus dos apariciones.
El Challenger de Todi forma parte del ATP Challenger Tour desde 2007. En tanto, el Autódromo de Magione fue sede de la Superstars Series, el Campeonato Italiano de Superturismos y la Fórmula 3 Italiana.